# Genomoviridae

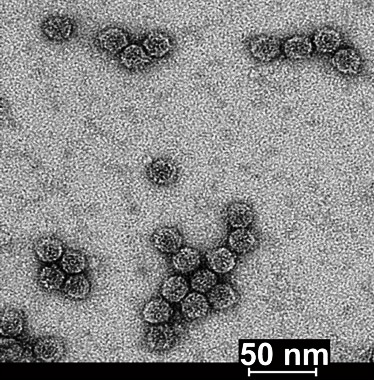
TEM-Aufnahme von Virionen von FgGMTV1, Gattung Gemytripvirus

Genomoviridae ist die Bezeichnung für eine Familie von Einzelstrang-DNA-Viren im Phylum Cressdnaviricota (CRESS-DNA-Viren). Die Mitglieder der Familie haben ein kleines, zirkuläres Genom von etwa 2,2–2,4 kb (Kilobasen). Wie bei allen CRESS-DNA-Viren kodiert das Genom (unter anderen) für des Initiationsprotein Rep der Rolling-Circle-Replikation, sowie für familienspezifische Kapsidproteine.
In Rep-basierten Phylogenien bilden die Genomoviridae eine Schwesterklade zu dem Pflanzenviren der Familie Geminiviridae innerhalb der Ordnung Geplafuvirales.
Derzeit (Stand 5. April 2021) sind vom International Committee on Taxonomy of Viruses (ICTV) neun Gattungen in dieser Familie anerkannt, darunter die Gattung Gemycircularvirus
Der Familienname Genomoviridae ist ein Akronym, abgeleitet von geminivirus-like, no movement protein und der Endung -viridae für Virusfamilien.
Der Gattungsname Gemycircularvirus steht für Gemini-like myco-infecting circular virus.
Die Der Referenzstamm Sklerotinia sclerotiorum hypovirulence associated DNA virus 1 (SsHADV-1) der Typusart Sclerotinia-Gemycircularvirus 1 (offiziell Gemycircularvirus sclero1) der Gattung Gemycircularvirus ist derzeit (Stand 2016) das einzige kultivierte Mitglied der Familie.
Die anderen Genomoviren sind nicht kultiviert und wurden mit Hilfe von Metagenomik-Techniken entdeckt.

## Beschreibung
Die Virionen (Virusteilchen) der Genomoviridae haben eine ikosaedrische Symmetrie mit Triangulationszahl T=1.

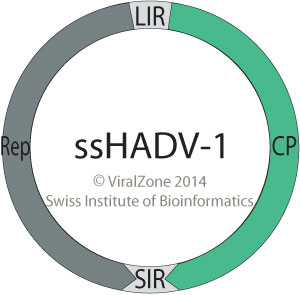
Genomkarte von SsHADV-1, Spezies Gemycircularvirus sclero1. LIR/SIR=long/short intergenic region

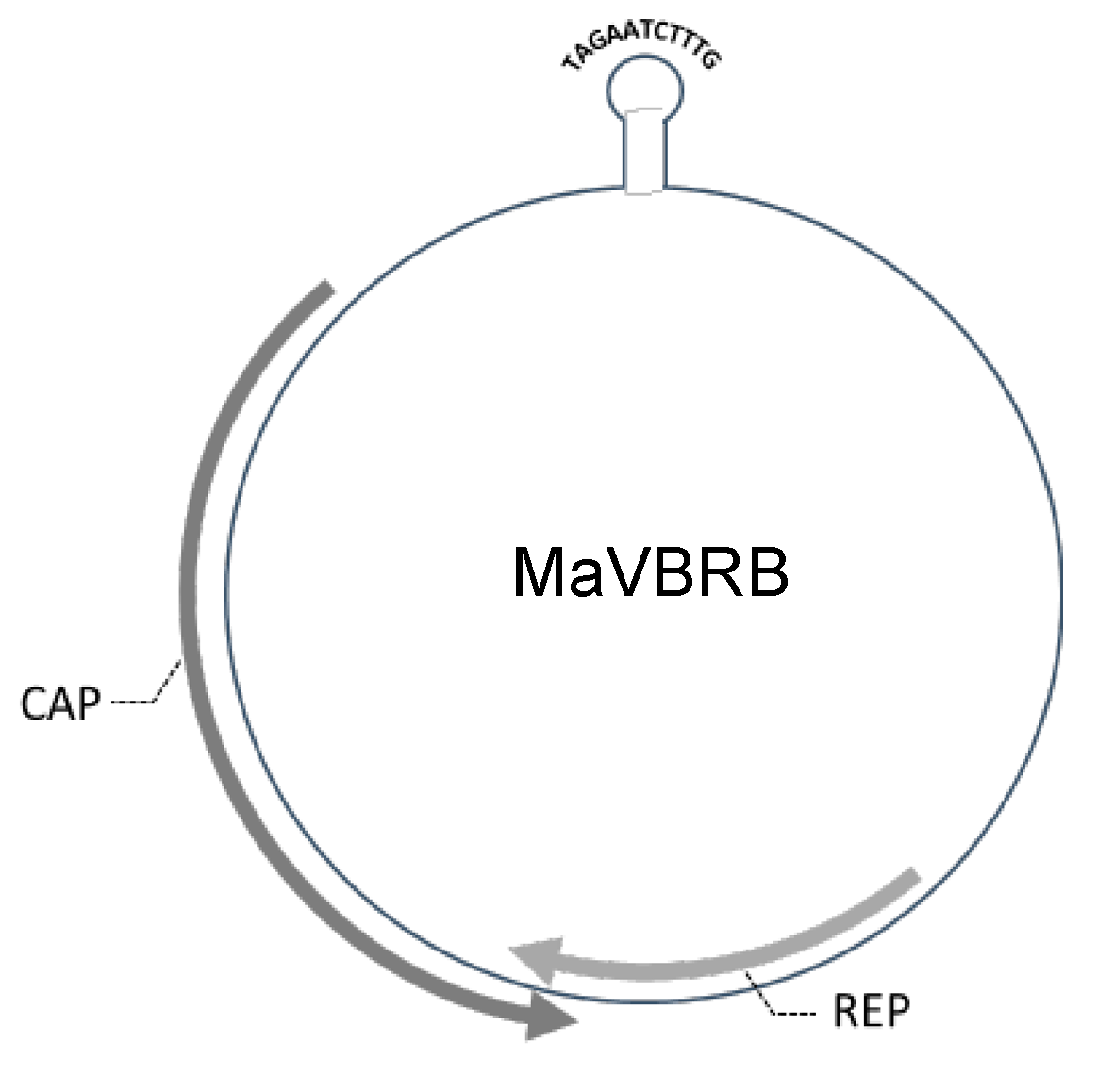
Genomkarte des vorgeschlagenen Mitglieds „Mosquito-associated virus Barbados“ (MaVBRB), ebenfalls Gattung Gemycircularvirus; mit Haarnadelstruktur (Teil der LIR)

Die Genomoviridae-Virionen haben ein Genom der Länge von 2,1–2,2 kb (Kilobasen).
Es kodiert für zwei Proteine: neben dem Replikatorprotein Rep noch für ein Kapsidprotein CAP (oder CP).
Zwei intergenische Regionen (Zwischen-Gen-Regionen, intergenic regions) trennen diese beiden Offene Leserahmen (open reading frames, ORFs): Die kürzere SIR und die längere LIR.
Die Transkription startet bidirektional von der langen intergenischen Region (LIR), die zwei divergente Promotoren enthält.
Die kurze intergenische Region enthält bidirektionale Polyadenylierungssignale.
Das Rep-Protein hat eine gewisse Homologie mit dem Rep-Protein der Geminiviridae; das CP-Protein hat im Gegensatz dazu keine bekannte Homologe.
Da SsHADV-1, ein Mykovirus (Pilzvirus), der bisher (s. o.) einzige kultivierte Vertreter ist, sind Pilze die die einzig nachgewiesenen natürlichen Wirte der Genomoviridae. Wenn Genomoviridae mit anderen Eukaryoten assoziiert (vergesellschaftet) sind, kann dies auch daran liegen, dass sie deren Symbionten parasitieren, nicht diese selbst. Für Viren aus der Metagenomik konnte bisher nur ein Einzelfällen ohne Isolierung ein vermutlicher Wirt (Biologie) vorgeschlagen werden.

## GattungGemytripvirus

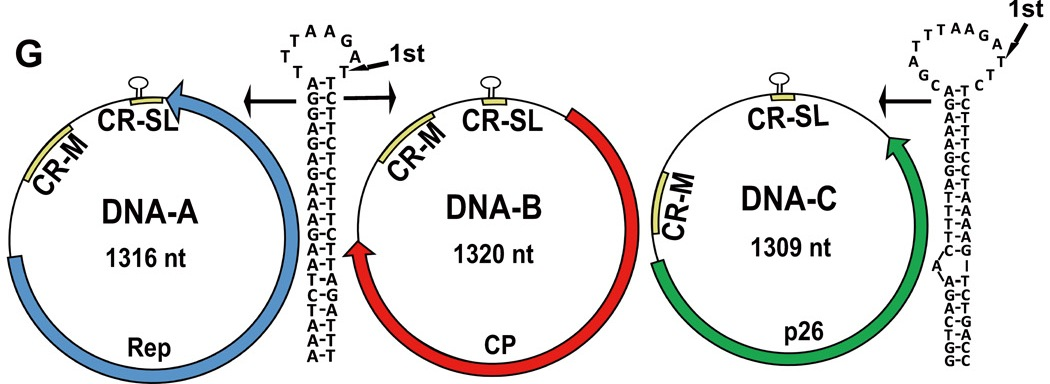
Genomorganisation der drei Segmente von FgGMTV1 (Gattung Gemytripvirus). Der einzelne ORF jeder DNA-Komponente ist als dicker Pfeil dargestellt. Die Positionen der mutmaßlichen Haarnadelstruktur (stem loop), Common Region Major (CR-M) und Common Region Stem-Loop (CR-SL, anstelle der LIR) sind angegeben.

Gemytripvirus fugra1 (veraltet Fusarium graminearum gemytripvirus 1, FgGMTV1) ist eine Spezies von Mykoviren mit Wirtsspezies Fusarium graminearum. Diese haben abweichend ein dreisegmentiges Genom (tripartit); jedes Segment ist dabei ein zirkuläres ssDNA-Molekül mit CRESS-DNA-Viren-Architektur (Haarnadelstruktur, stem loop etc.). Das Replikations-Initiator-Protein (REP) dieser Viren wird auf Segment DNA-A kodiert, das Kapsidprotein (CP) auf DNA-B (der ORF p26 auf DNA-C hat keine offensichtlichen Ähnlichkeiten zu anderen bekannten Sequenzen). Man nimmt an, dass diese Viren sich aus Vorfahren der Genomoviridae mit dem üblichen unsegmentierten Genom entwickelt haben. Für diese Klade wurde 2021 die Gattung Gemytripvirus  eingerichtet.

## Systematik

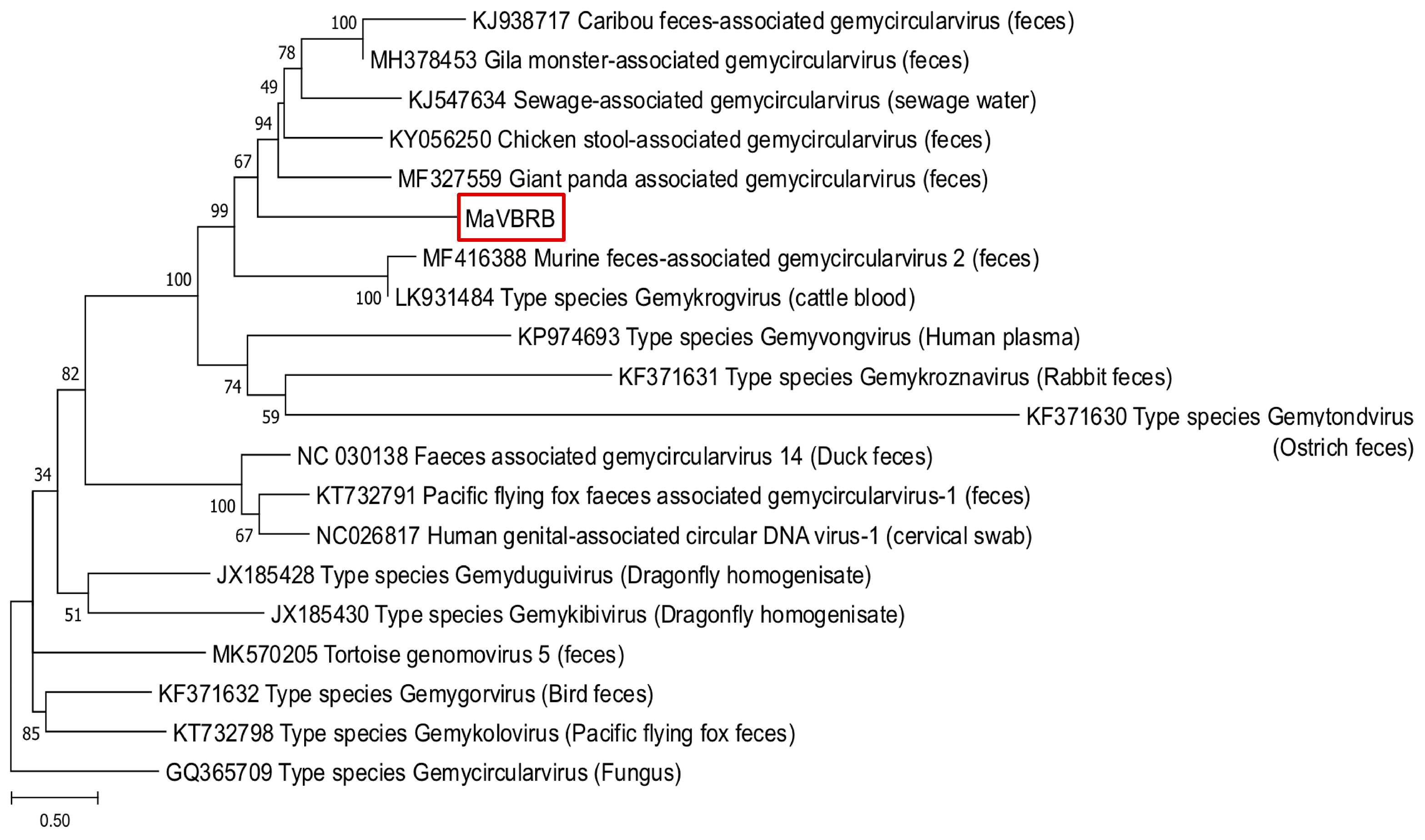
Phylogenetischer Baum der Genomoviridae mit Vertreter „Mosquito-associated virus Barbados“ (MaVBRB)

Das ICTV hat mit Master Species List #39v3 (Stand Juni 2024) folgende Gattungen und Spezies in der Familie bestätigt, ergänzt um einige Kandidaten nach NCBI (in Anführungszeichen):
Familie: Genomoviridae
- Gattung: Gemycircularvirus – 126 Spezies (offiziell bestätigt)

- Spezies Gemycircularvirus abati1 mit Genomoviridae sp. ctbi89
- Spezies Gemycircularvirus alces1 mit Alces alces faeces associated genomovirus MP84
- Spezies Gemycircularvirus alces2 mit Alces alces faeces associated genomovirus MP157
- Spezies Gemycircularvirus ansal1 mit Genomoviridae sp. bif24cir1
- Spezies Gemycircularvirus aspar1 mit Plant associated genomovirus 21
- Spezies Gemycircularvirus austro1 mit Blackfly genomovirus 2
- Spezies Gemycircularvirus austro2 mit Blackfly genomovirus 7
- Spezies Gemycircularvirus austro3 mit Blackfly genomovirus 4
- Spezies Gemycircularvirus austro4 mit Blackfly genomovirus 9
- Spezies Gemycircularvirus austro5 mit Blackfly genomovirus 5
- Spezies Gemycircularvirus austro6 mit Blackfly genomovirus 10
- Spezies Gemycircularvirus bemta1 mit Bemisia-associated genomovirus AdO
- Spezies Gemycircularvirus blabi1 mit Blackbird associated gemycircularvirus 1 (BlGCV1), Faecal-associated gemycircularvirus 1c
- Spezies Gemycircularvirus bovas1 mit Bovine associated gemycircularvirus 1 (BoGCV1), Faeces associated gemycircularvirus 22
- Spezies Gemycircularvirus bromas1 mit Bromus associated gemycircularvirus 1 (BGCV1), Bromus-associated circular DNA virus 3
- Spezies Gemycircularvirus canlup1 mit Lupine feces-associated gemycircularvirus 2
- Spezies Gemycircularvirus cassa1 mit Cassava associated gemycircularvirus 1 (CaGCV1), Cassava associated cicular DNA virus
- Spezies Gemycircularvirus chicas1 mit Chicken associated gemycircularvirus 1 (ChiGCV1), Faeces associated gemycircularvirus 20
- Spezies Gemycircularvirus chicas2 mit Chicken associated gemycircularvirus 2 (ChiGCV2),Faeces associated gemycircularvirus 17
- Spezies Gemycircularvirus chickad1 mit Chickadee associated gemycircularvirus 1 (ChGCV1), Poecile atricapillus GI tract-associated gemycircularvirus
- Spezies Gemycircularvirus citas1 mit Citrus Tunisia genomovirus 2
- Spezies Gemycircularvirus cybusi1 mit Spider associated circular virus 1
- Spezies Gemycircularvirus denbre1 mit Bark beetle-associated genomovirus 1
- Spezies Gemycircularvirus denbre2 mit Bark beetle-associated genomovirus 2
- Spezies Gemycircularvirus denbre3 mit Bark beetle-associated genomovirus 3
- Spezies Gemycircularvirus denbre4 mit Bark beetle-associated genomovirus 4
- Spezies Gemycircularvirus denpo1 mit Bark beetle-associated genomovirus 5
- Spezies Gemycircularvirus derva1 mit Tick-associated genomovirus 1
- Spezies Gemycircularvirus dichism1 mit Plant associated genomovirus 19
- Spezies Gemycircularvirus draga1 mit Dragonfly associated gemycircularvirus 1 (DGCV1), Dragonfly-associated circular virus 2
- Spezies Gemycircularvirus echiam1 mit Thrips-associated genomovirus 1
- Spezies Gemycircularvirus equas1 mit Equine associated gemycircularvirus 1 (EGCV1), Faeces associated gemycircularvirus 18
- Spezies Gemycircularvirus erati1 mit Giant house spider associated circular virus 1
- Spezies Gemycircularvirus euhet1 mit Euphorbia heterophylla associated gemycircularvirus
- Spezies Gemycircularvirus furse1 mit Fur seal associated gemycircularvirus 1 (FSGCV1), Faeces associated gemycircularvirus 4
- Spezies Gemycircularvirus geras1 mit Gerygone associated gemycircularvirus 1 (GGCV1), Faeces associated gemycircularvirus 6
- Spezies Gemycircularvirus geras2 mit Gerygone associated gemycircularvirus 2 (GGCV2), Faeces associated gemycircularvirus 5
- Spezies Gemycircularvirus geras3 mit Gerygone associated gemycircularvirus 3 (GGCV3),Faeces associated gemycircularvirus 3
- Spezies Gemycircularvirus giapa1 mit Giant panda associated gemycircularvirus
- Spezies Gemycircularvirus giapa2 mit Giant panda associated gemycircularvirus
- Spezies Gemycircularvirus giapa3 mit Giant panda associated gemycircularvirus
- Spezies Gemycircularvirus giapa4 mit Giant panda associated gemycircularvirus
- Spezies Gemycircularvirus giapa5 mit Giant panda associated gemycircularvirus
- Spezies Gemycircularvirus giapa6 mit Giant panda associated gemycircularvirus
- Spezies Gemycircularvirus giapa7 mit Giant panda associated gemycircularvirus
- Spezies Gemycircularvirus giapa8 mit Giant panda associated gemycircularvirus
- Spezies Gemycircularvirus gopha1 mit Tortoise genomovirus 17
- Spezies Gemycircularvirus gopha2 mit Tortoise genomovirus 10
- Spezies Gemycircularvirus gopha3 mit Genomoviridae sp. ctjg823
- Spezies Gemycircularvirus hadtis1 mit Genomoviridae sp. ctij207
- Spezies Gemycircularvirus haeme1 mit Finch associated genomovirus 5
- Spezies Gemycircularvirus haeme2 mit Finch associated genomovirus 6
- Spezies Gemycircularvirus hydro1 mit Capybara genomovirus 1
- Spezies Gemycircularvirus hypas1 mit Hypericum associated gemycircularvirus 1 (HGCV1), Hypericum japonicum associated circular DNA virus
- Spezies Gemycircularvirus ixode1 mit Tick-associated genomovirus 3
- Spezies Gemycircularvirus lamas1 mit Lama associated gemycircularvirus 1 (LGCV1), Faeces associated gemycircularvirus 21
- Spezies Gemycircularvirus lebec1 mit Plant associated genomovirus 20
- Spezies Gemycircularvirus legle1 mit Plant associated genomovirus 15
- Spezies Gemycircularvirus lepa2 mit Lynx canadensis faeces associated genomovirus CL1 46
- Spezies Gemycircularvirus lepam1 mit Alces alces faeces associated genomovirus MP111
- Spezies Gemycircularvirus lepam2 mit Alces alces faeces associated genomovirus MP43
- Spezies Gemycircularvirus lepam3 mit Lepus americanus faeces associated genomovirus SHP9
- Spezies Gemycircularvirus lynca1 mit Lynx canadensis faeces associated genomovirus CL1 48
- Spezies Gemycircularvirus lynca2 mit Lynx canadensis faeces associated genomovirus CL1 71
- Spezies Gemycircularvirus lynca3 mit Lynx canadensis faeces associated genomovirus CL5 48
- Spezies Gemycircularvirus lynca4 mit Lynx canadensis faeces associated genomovirus CL1 148
- Spezies Gemycircularvirus malas1 mit Mallard associated gemycircularvirus 1 (MGCV1), Faeces associated gemycircularvirus 7
- Spezies Gemycircularvirus minio1 mit Miniopterus associated gemycircularvirus 1 (BtGCV1), Miniopterus associated gemycircularvirus 1
- Spezies Gemycircularvirus miniti1 mit Genomoviridae sp. cthi275
- Spezies Gemycircularvirus miniti2 mit Genomoviridae sp. ctce776
- Spezies Gemycircularvirus miniti3 mit Genomoviridae sp. ctbh806
- Spezies Gemycircularvirus miniti4 mit Genomoviridae sp. ctjb817
- Spezies Gemycircularvirus minti6 mit Genomoviridae sp. ctcj270
- Spezies Gemycircularvirus mocha1 mit Momordica charantia associated gemycircularvirus
- Spezies Gemycircularvirus monas1 mit Mongoose associated gemycircularvirus 1 (MGCV1), Mongoose feces-associated gemycircularvirus d
- Spezies Gemycircularvirus mosqi1 mit Mosquito associated gemycircularvirus 1 (MoGCV1), Mosquito VEM virus SDBVL G
- Spezies Gemycircularvirus mouti1 mit Genomoviridae sp. ctbd78
- Spezies Gemycircularvirus mouti10 mit Genomoviridae sp. ctbf84
- Spezies Gemycircularvirus mouti11 mit Genomoviridae sp. ctjj82
- Spezies Gemycircularvirus mouti12 mit Genomoviridae sp. ctbh39
- Spezies Gemycircularvirus mouti2 mit Genomoviridae sp. ctba76
- Spezies Gemycircularvirus mouti3 mit Genomoviridae sp. ctgb66
- Spezies Gemycircularvirus mouti4 mit Genomoviridae sp. ctda73
- Spezies Gemycircularvirus mouti5 mit Genomoviridae sp. ctjh74
- Spezies Gemycircularvirus mouti6 mit Genomoviridae sp. cted72
- Spezies Gemycircularvirus mouti7 mit Genomoviridae sp. ctdb80
- Spezies Gemycircularvirus mouti8 mit Genomoviridae sp. ctji71
- Spezies Gemycircularvirus mouti9 mit Genomoviridae sp. ctca70
- Spezies Gemycircularvirus odona1 mit Odonata associated gemycircularvirus 1 (OGCV1), Odonata associated gemycircularvirus-1
- Spezies Gemycircularvirus odona2 mit Odonata associated gemycircularvirus 2 (OGCV2), Odonata associated gemycircularvirus-2
- Spezies Gemycircularvirus oltre1 mit Olive associated gemycircularvirus 1
- Spezies Gemycircularvirus opunt1 mit Plant associated genomovirus 25
- Spezies Gemycircularvirus oxcor1 mit Oxalis corniculata genomoviridae
- Spezies Gemycircularvirus pleca1 mit Gemycircularvirus sp. BS50/Hun/2013
- Spezies Gemycircularvirus poass1 mit Poaceae associated gemycircularvirus 1 (PGCV1), Poaceae-associated gemycircularvirus 1
- Spezies Gemycircularvirus porci1 mit Porcine associated gemycircularvirus 1 (PoGCV1), Faeces associated gemycircularvirus 19
- Spezies Gemycircularvirus porci2 mit Porcine associated gemycircularvirus 2 (PoGCV2), Faeces associated gemycircularvirus 2
- Spezies Gemycircularvirus ptero1 mit Pteropus associated gemycircularvirus 1 (PtGCV1), mit Pacific flying fox faeces associated gemycircularvirus-10
- Spezies Gemycircularvirus ptero10 mit Pteropus associated gemycircularvirus 10 (PtGCV10)
- Spezies Gemycircularvirus ptero2 mit Pteropus associated gemycircularvirus 2 (PtGCV2), Pacific flying fox faeces associated gemycircularvirus-2
- Spezies Gemycircularvirus ptero3 mit Pteropus associated gemycircularvirus 3 (PtGCV3)
- Spezies Gemycircularvirus ptero4 mit Pteropus associated gemycircularvirus 4 (PtGCV4)
- Spezies Gemycircularvirus ptero5 mit Pteropus associated gemycircularvirus 5 (PtGCV5)
- Spezies Gemycircularvirus ptero6 mit Pteropus associated gemycircularvirus 6 (PtGCV6)
- Spezies Gemycircularvirus ptero7 mit Pteropus associated gemycircularvirus 7 (PtGCV7)
- Spezies Gemycircularvirus ptero8 mit Pteropus associated gemycircularvirus 8 (PtGCV8)
- Spezies Gemycircularvirus ptero9 mit Pteropus associated gemycircularvirus 9 (PtGCV9)
- Spezies Gemycircularvirus raski1 mit Genomoviridae sp. ctbb31
- Spezies Gemycircularvirus ratas1 mit Rat associated gemycircularvirus 1 (RGCV1), Gemycircularvirus gemy-ch-rat1
- Spezies Gemycircularvirus rebac1 mit Northern red-backed vole stool-associated gemycircularvirus 110
- Spezies Gemycircularvirus recro1 mit Gemycircularvirus sp. yc-18
- Spezies Gemycircularvirus sarpe1 mit Plant associated genomovirus 17
- Spezies Gemycircularvirus sclero1 (ehem. Typus) mit Sclerotinia-Gemycircularvirus 1, Sclerotinia gemycircularvirus 1 (SSHDV1), Sclerotinia sclerotiorum hypovirulence-associated DNA virus 1 (SsHADV-1)
- Spezies Gemycircularvirus sewopo1 mit Sewage derived gemycircularvirus 1 (SeGCV1)
- Spezies Gemycircularvirus sewopo2 mit Sewage derived gemycircularvirus 2 (SeGCV2)
- Spezies Gemycircularvirus sewopo3 mit Sewage derived gemycircularvirus 3 (SeGCV3), Sewage-associated gemycircularvirus 6
- Spezies Gemycircularvirus sewopo4 mit Sewage derived gemycircularvirus 4 (SeGCV4), Sewage-associated gemycircularvirus-7b
- Spezies Gemycircularvirus sewopo5 mit Sewage derived gemycircularvirus 5 (SeGCV5), Sewage-associated gemycircularvirus 9
- Spezies Gemycircularvirus sheas1 mit Sheep associated gemycircularvirus 1 (ShGCV1), Faeces associated gemycircularvirus 16
- Spezies Gemycircularvirus siedo1 mit Sierra dome spider associated circular virus 1
- Spezies Gemycircularvirus solas1 mit Plant associated genomovirus 11
- Spezies Gemycircularvirus soybe1 mit Soybean associated gemycircularvirus 1 (SoGCV1), Soybean leaf-associated gemycircularvirus 1
- Spezies Gemycircularvirus termi1 mit Termite associated circular virus 2
- Spezies Gemycircularvirus trilo1 mit Plant associated genomovirus 22
- Spezies Gemycircularvirus turti1 mit Genomoviridae sp. ctcg63
- Spezies Gemycircularvirus willde1 mit Plant associated genomovirus 13
- Spezies „Mosquito-associated virus Barbados“ (MaVBRB, Vorschlag)

- Gattung: Gemyduguivirus – 12 Spezies

- Spezies Gemyduguivirus arteca1 mit Artemisia carvifolia genomoviridae
- Spezies Gemyduguivirus austo1 mit Blackfly genomovirus 8
- Spezies Gemyduguivirus bemta1 mit Bemisia-associated genomovirus AdDF
- Spezies Gemyduguivirus draga1 (ehem. Typus) mit Dragonfly associated gemyduguivirus 1 (DGDV1), Dragonfly-associated circular virus 3
- Spezies Gemyduguivirus hydro1 mit Capybara genomovirus 3
- Spezies Gemyduguivirus hydro2 mit Capybara genomovirus 8
- Spezies Gemyduguivirus hydro3 mit Capybara genomovirus 5
- Spezies Gemyduguivirus macra1 mit Plant associated genomovirus 4
- Spezies Gemyduguivirus merre1 mit Plant associated genomovirus 5
- Spezies Gemyduguivirus minti1 mit Genomoviridae sp. ctcd252
- Spezies Gemyduguivirus minti2 mit Genomoviridae sp. ctdb242
- Spezies Gemyduguivirus recro1 mit Gemycircularvirus sp. yc-19

- Gattung: Gemygorvirus – 8 Spezies

- Spezies Gemygorvirus cania1 mit Canine associated gemygorvirus 1 (CGGV1) Faeces associated gemycircularvirus 15
- Spezies Gemygorvirus hydro1 mit Capybara genomovirus 6
- Spezies Gemygorvirus malas1 mit Mallard associated gemygorvirus 1 (MGGV1), Faeces associated gemycircularvirus 14, Meles meles fecal virus
- Spezies Gemygorvirus opunt1 mit Plant associated genomovirus 26
- Spezies Gemygorvirus poaspe1 mit Plant associated genomovirus 1
- Spezies Gemygorvirus ptero1 mit Pteropus associated gemygorvirus 1 (PtGGV1),  Pacific flying fox faeces associated gemycircularvirus-1
- Spezies Gemygorvirus sewopo1 mit Sewage derived gemygorvirus 1 (SeGGV1), Human genital-associated circular DNA virus-1, Sewage-associated gemycircularvirus 5
- Spezies Gemygorvirus stara1 (ehem. Typus) mit Starling associated gemygorvirus 1 (StGGV1), Faeces associated gemycircularvirus 10

- Gattung: Gemykibivirus – 50 Spezies

- Spezies Gemykibivirus abati1 mit Genomoviridae sp. ctbb79
- Spezies Gemykibivirus abati2 mit Genomoviridae sp. ctbi86
- Spezies Gemykibivirus anima1 mit Porcine feces-associated gemycircularvirus
- Spezies Gemykibivirus badas1 mit Badger associated gemykibivirus 1 (BGKV1)
- Spezies Gemykibivirus bemta1 mit Bemisia-associated genomovirus NfO
- Spezies Gemykibivirus blabi1 mit Blackbird associated gemykibivirus 1 (BbGKV1)
- Spezies Gemykibivirus blaro1 mit Black robin associated gemykibivirus 1 (BRGKV1)
- Spezies Gemykibivirus bovas1 mit Bovine associated gemykibivirus 1 (BGKB1), Dragonfly associated gemykibivirus 1
- Spezies Gemykibivirus canfam1 mit Canine feces-associated gemycircularvirus
- Spezies Gemykibivirus cowchi1 mit Cattle blood-associated gemycircularvirus
- Spezies Gemykibivirus cybusi1 mit Cybaeus spider associated circular virus 2
- Spezies Gemykibivirus cynas1 mit Plant associated genomovirus 3
- Spezies Gemykibivirus draga1 mit Dragonfly associated gemykibivirus 1 (DGKB1)
- Spezies Gemykibivirus echi1 mit Thrips-associated genomovirus 3
- Spezies Gemykibivirus galga1 mit Chicken genomovirus mg7_73
- Spezies Gemykibivirus galga2 mit Chicken genomovirus mg8_401
- Spezies Gemykibivirus galga3 mit Chicken genomovirus mg4_1218
- Spezies Gemykibivirus giapa1 mit Giant panda associated gemycircularvirus
- Spezies Gemykibivirus hadtis1 mit Genomoviridae sp. ctce205
- Spezies Gemykibivirus haeme1 mit Finch associated genomovirus 3
- Spezies Gemykibivirus haeme2 mit Gopherus associated genomovirus 1
- Spezies Gemykibivirus haeme3 mit Finch associated genomovirus 2
- Spezies Gemykibivirus haeme4 mit Finch associated genomovirus 4
- Spezies Gemykibivirus haeme5 mit Finch associated genomovirus 1
- Spezies Gemykibivirus hipla1 mit Bat gemycircularvirus
- Spezies Gemykibivirus humas1 mit Human associated gemykibivirus 1 (HGKV1), MSSI2.225 virus, Sewage-associated gemycircularvirus-10a, Sewage-associated gemycircularvirus-10b
- Spezies Gemykibivirus humas2 mit Human associated gemykibivirus 2 (HGKV2), Gemycircularvirus BZ1, Gemycircularvirus BZ2, Gemycircularvirus NP, Gemycircularvirus SL1, Gemycircularvirus SL2, Gemycircularvirus SL3
- Spezies Gemykibivirus humas3 mit Human associated gemykibivirus 3 (HGKV3), Gemycircularvirus C1c, Mongoose feces-associated gemycircularvirus c
- Spezies Gemykibivirus humas4 mit Human associated gemykibivirus 4 (HGKV4), Human gemycircularvirus GeTz1
- Spezies Gemykibivirus humas5 mit Human associated gemykibivirus 5 (HGKV5), Gemycircularvirus HV-GcV2
- Spezies Gemykibivirus hydro1 mit Capybara genomovirus 4
- Spezies Gemykibivirus hydro2 mit Capybara genomovirus 2
- Spezies Gemykibivirus hydro3 mit Capybara genomovirus 12
- Spezies Gemykibivirus minti1 mit Genomoviridae sp. ctcg277
- Spezies Gemykibivirus monas1 mit Mongoose associated gemykibivirus 1 (MGKV1), Mongoose feces-associated gemycircularvirus b
- Spezies Gemykibivirus mouti1 mit Genomoviridae sp. ctba85
- Spezies Gemykibivirus mouti2 mit Genomoviridae sp. ctci83
- Spezies Gemykibivirus pitis1 mit Genomoviridae sp. ctbf8
- Spezies Gemykibivirus pitis2 mit Genomoviridae sp. ctdb7
- Spezies Gemykibivirus planta1 mit Plant associated genomovirus 2
- Spezies Gemykibivirus planta2 mit Plant associated genomovirus 29
- Spezies Gemykibivirus ptero1 mit Pteropus associated gemykibivirus 1 (PtGKV1), Pacific flying fox faeces associated gemycircularvirus-12
- Spezies Gemykibivirus raski1 mit Genomoviridae sp. ctbh29
- Spezies Gemykibivirus rhina1 mit Rhinolophus associated gemykibivirus 1 (RGKV1), Mongoose feces-associated gemycircularvirus a
- Spezies Gemykibivirus rhina2 mit Rhinolophus associated gemykibivirus 2 (RGKV2)
- Spezies Gemykibivirus sewopo1 mit Sewage derived gemykibivirus 1 (SeGKV1), Sewage associated gemycircularvirus 3
- Spezies Gemykibivirus sewopo2 mit Sewage derived gemykibivirus 2 (SEGKV1), Sewage-associated gemycircularvirus 2
- Spezies Gemykibivirus turti1 mit Genomoviridae sp. cthd64
- Spezies Gemykibivirus waste1 mit Genomoviridae sp. 6434_414
- Spezies Gemykibivirus womot1 mit Genomoviridae sp. ctgi38

- Gattung: Gemykolovirus – 16 Spezies

- Spezies Gemykolovirus abati1 mit Genomoviridae sp. ctbe80
- Spezies Gemykolovirus citas1 mit Citrus Tunisia genomovirus 1b
- Spezies Gemykolovirus derva1 mit Tick-associated genomovirus 2
- Spezies Gemykolovirus easlu1 mit Grasshopper associated circular virus 1
- Spezies Gemykolovirus echia1 mit Thrips-associated genomovirus 4
- Spezies Gemykolovirus gopha1 mit Tortoise genomovirus 9
- Spezies Gemykolovirus gopha2 mit Tortoise genomovirus 13
- Spezies Gemykolovirus hadtis1 mit Genomoviridae sp. ctce205
- Spezies Gemykolovirus heris1 mit Plant associated genomovirus 7
- Spezies Gemykolovirus lepam1 mit Alces alces faeces associated genomovirus MP68
- Spezies Gemykolovirus poaspe1 mit Plant associated genomovirus 9
- Spezies Gemykolovirus prupe1 mit Amygdalus persica genomoviridae
- Spezies Gemykolovirus ptero1 (ehem. Typus) mit Pteropus associated gemykolovirus 1 (PtGKoV1), Pacific flying fox faeces associated gemycircularvirus-6
- Spezies Gemykolovirus ptero2 mit Pteropus associated gemykolovirus 2 (PtGKoV2), Pacific flying fox faeces associated gemycircularvirus-7
- Spezies Gemykolovirus segpa1 mit Tubeweb spider associated circular virus 1
- Spezies Gemykolovirus troti1 mit Genomoviridae sp. ctbi78

- Gattung: Gemykrogvirus – 13 Spezies

- Spezies Gemykrogvirus abati1 mit Genomoviridae sp. ctea93
- Spezies Gemykrogvirus apime1 mit Apis mellifera genomovirus 2
- Spezies Gemykrogvirus bovas1 (ehem. Typus) mit Bovine associated gemykrogvirus 1 (BGKrV1), HCBI9.212 virus
- Spezies Gemykrogvirus carib1 mit Caribou associated gemykrogvirus 1 (BGKrV1), Caribou feces-associated gemycircularvirus
- Spezies Gemykrogvirus galga1 mit Chicken genomovirus mg4_1247
- Spezies Gemykrogvirus galga2 mit Chicken stool-associated gemycircularvirus
- Spezies Gemykrogvirus galga3 mit Chicken genomovirus mg4_1173
- Spezies Gemykrogvirus galga4 mit Chicken genomovirus mg7_78
- Spezies Gemykrogvirus galga5 mit Chicken genomovirus mg4_1165
- Spezies Gemykrogvirus giapa1 mit Giant panda associated gemycircularvirus
- Spezies Gemykrogvirus hadtis1 mit Genomoviridae sp. cthh214
- Spezies Gemykrogvirus humas1 mit Gemycircularvirus sp. Viet Nam
- Spezies Gemykrogvirus sewopo1 mit Sewage derived gemykrogvirus 1 (SeBKrV1), Sewage-associated gemycircularvirus 4

- Gattung: Gemykroznavirus – 7 Spezies

- Spezies Gemykroznavirus anima1 mit Genomoviridae sp.	ctda_5
- Spezies Gemykroznavirus haeme1 mit Finch associated genomovirus 8
- Spezies Gemykroznavirus hydro1 mit Capybara genomovirus 10
- Spezies Gemykroznavirus poaspe1 mit Plant associated genomovirus 24
- Spezies Gemykroznavirus rabas1 (ehem. Typus) mit Rabbit associated gemykroznavirus 1, Faeces associated gemycircularvirus 11 (RBKroV1)
- Spezies Gemykroznavirus solas1 mit Plant associated genomovirus 23
- Spezies Gemykroznavirus zizan1 mit Zizania latifolia genomoviridae

- Gattung: Gemytondvirus – 1 Spezies

- Spezies Gemytondvirus ostri1 (ehem. Typus) mit Ostrich associated gemytondvirus 1 (OGTV1), Faeces associated gemycircularvirus 12

- Gattung: Gemytripvirus – 1 Spezies (Genom hat 3 Segmente)[2]

- Spezies Gemytripvirus fugra1 (ehem. Typus) mit Fusarium graminearum gemytripvirus 1 (FgGMTV1)

- Gattung: Gemyvongvirus – 3 Spezies

- Spezies Gemyvongvirus humas1 (ehem. Typus) mit Human associated gemyvongvirus 1 (HGVV1), Human plasma-associated gemycircularvirus
- Spezies Gemyvongvirus minit1 mit Genomoviridae sp. ctcg218
- Spezies Gemyvongvirus minit2 mit Genomoviridae sp. ctcj747

- Gattung „Gemydayravirus“ ? (vermutet wegen Namensgebung der vorgeschlagenen Spezies)[12]

- Spezies „Botrytis gemydayravirus 1“ (BGDaVl)– vorgeschlagen
- Spezies „Botrytis gemydayravirus 2“ – vorgeschlagen